# Montbrun-les-Bains
Montbrun-les-Bains település Franciaországban, Drôme megyében. Lakosainak száma 444 fő (2022. január 1.). Montbrun-les-Bains Aulan, Barret-de-Lioure, Ferrassières, Mévouillon, Plaisians, Reilhanette, Aurel és Brantes községekkel határos.

## Népesség
A település népességének változása:
| Lakosok száma | 464  | 523  | 467  | 438  | 410  | 433  | 441  | 442  | 443  | 444  |
|               | 1968 | 1982 | 1990 | 2006 | 2013 | 2015 | 2017 | 2019 | 2020 | 2022 |